# Инспектор Лосев
«Инспектор Лосев» — трёхсерийный художественный фильм, снятый на киностудии им. А. Довженко режиссёром Олегом Гойдой на основе романа Аркадия Адамова «Злым ветром». Премьера состоялась в 1982 году.

## Сюжет

### Серия I «Гастролёр»
Неизвестный преступник проникает в номер «люкс» московской гостиницы «Минск», но оказывается застигнут горничной. Он убивает девушку и скрывается. Следствие ведёт группа полковника Цветкова (Владимиров), в состав которой входят Виталий Лосев (Шлыков) и Игорь Откаленко (Носик). Становится известно, что это звено в серии однотипных краж имущества постояльцев высококлассных номеров, отягощённое на этот раз убийством. Фоторобот, разосланный в крупные города СССР, позволяет предположительно установить фамилию вора — Мушанский (Ландграф). По числящемуся среди украденного платью, которое чуть позже было сдано в комиссионный магазин, старший лейтенант Лосев находит первую фигурантку дела — Варвару Глотову (Андрейченко). Девушка признаёт, что согласилась на эту услугу с целью заработка по просьбе некоего приезжего. Она же вспомнила, что этот Михаил Семёнович подвёз её домой на такси, а сам отправился на Плющиху. В этом районе Москвы был установлен круг лиц, предположительно связанных с криминальной средой. Наиболее интересной фигурой показался портной Семён Худыш и его жена Элеонора. В их окружении районные милиционеры опознали по фотографии Мушанского. В это время тот назначает встречу Варваре. Та не сразу, но соглашается пойти на неё вместе с Виталием Лосевым, представив его своим братом. Заманив вооружённого преступника в тихий Арбатский переулок, оперативники задерживают его.

### Серия II «Квадрат сложности»
У Мушанского обнаруживают записку явно криминального содержания. Он вспоминает, что случайно подобрал её в номере при последнем эпизоде ограбления. Активно возобновляются поиски жильца этого номера — Николова, который в день нападения на горничную поспешно скрылся, но к месту проживания в Пензе не вернулся.
В маленьком провинциальном городе в частном доме проходит встреча руководителей теневых экономических структур из разных городов. Председательствующий (Лазарев), Богдан Теляш (Светин), Орест Сокольский (Сошальский), Леонид Палатов высказывают претензию стоматологу Олегу Клячко (Машлятин) за недопоставку золота. Тот отказывается вернуть деньги немедленно. Для его устранения нанимают уголовника Петра Горохова (Корольков), который убивает Клячко в поезде и выкидывает труп.
В милицию города Пензы обращается Иван Капитонович Николов (Захарченко) с заявлением о краже у него паспорта. Следователи быстро устанавливают, что это совершенно не тот человек, который проживал в гостинице. Паспорт, возможно, мог быть украден случайным попутчиком Николова, который представился, как Михаил Александрович Зурих (Лазарев). Он заинтересовался инженером Николовым, работающим в строительной организации с дефицитными материалами, и оставил для контактов адрес в Одессе. Свою информацию о тех, с кем в разных городах заказывал телефонные переговоры из гостиницы Зурих-Николов, добавили работники ОБХСС. Стала вырисовываться преступная сеть, все нити которой тянулись в Одессу.

### Серия III «Туман в Одессе»
Инспектор Лосев и лейтенант Елена Златова (Коренева) прилетают в приморский город под видом брата и сестры, обеспеченных и праздных москвичей. Виталий неформально знакомится с Галиной Кочергой (Удовиченко), которая числилась в списке телефонных контактёров Зуриха в Москве. Сразу из различных источников становится известно, что она ввязалась в махинации с золотом, потеряла любимого мужчину — Клячко, и теперь ищет новую надёжную опору в противостоянии с отвернувшимся от неё прежним покровителем. На эту роль она выбирает крепкого Лосева и, предлагая отомстить за неё, назначает время встречи в одной из пивных с сомнительной репутацией. Виталий с местным оперативником отправляются в бар, чтобы заранее осмотреться на месте. Там его узнаёт один из посетителей — Толик (Андреев). Этот москвич с криминальным прошлым случайно зашёл в пивную с уголовником, ранее убившим дантиста Клячко. На Лосева нападают, в драке он тяжело ранит Петра Горохова, Толику удаётся скрыться.
Елена Златова по рекомендованной работниками ОБХСС легенде обращается к крупному одесскому спекулянту строительными материалами Богдану Теляшу. Предложение её настолько заманчиво, что тот соглашается на встречу у себя на квартире. На переговоры приходит Лосев и встречает там Зуриха и сбежавшего Толика. В ходе короткой схватки преступники задержаны. В это же время происходят аресты «теневиков» сразу в нескольких городах СССР.

## «Петля»
В 1983 году был снят фильм «Петля», по одноимённому произведению Адамова, который является продолжением «Инспектора Лосева». Главный герой в исполнении Ю. Шлыкова погибает в перестрелке с бандитами в начале второй серии (в романе «Петля», по которому поставлен фильм, погибает другой сотрудник уголовного розыска — напарник Лосева). На первый план выдвигается другой персонаж — инспектор Васильев, в исполнении Л. Филатова.

## В ролях
- Юрий Шлыков — Виталий Лосев, инспектор уголовного розыска
- Игорь Владимиров — Фёдор Кузьмич Цветков, полковник милиции
- Владимир Носик — Игорь Откаленко, инспектор уголовного розыска
- Анатолий Матешко — Валя Денисов, оперативник
- Юрий Мысенков — Котов, оперативник
- Наталья Андрейченко — Варя (Варвара Алексеевна) Глотова, моторист трикотажной фабрики
- Лариса Удовиченко — Галина Кочерга, работница антикварного магазина в Одессе
- Вадим Андреев — Толик, знакомый Глотовой
- Нина Шацкая — Элеонора Михайловна Худыш, работница мехового ателье
- Станислав Ландграф — Георгий Филиппович Мушанский (Кротков), гостиничный вор
- Александр Лазарев — Михаил Александрович Зурих, организатор теневых экономических структур
- Михаил Светин — Богдан Осипович Теляш, начальник СМУ, а также крупный спекулянт из Одессы
- Владимир Сошальский — Орест Антонович Сокольский, директор торга в Ленинграде
- Юрий Вотяков — Сенечка
- Александр Январёв — Дмитрий Константинович Сивоконь, начальник отдела сбыта трикотажной фабрики в Москве
- Лев Машлятин — Олег Иванович Клячко, стоматолог из Куйбышева (Самара)
- Геннадий Корольков — Пётр Горохов, уголовник
- Вадим Захарченко — Иван Капитонович Николов, инженер, начальник строительного управления в Пензе
- Михаил Данилов — Григорий Семенович Пирожков, завотделом строительного треста
- Николай Парфёнов — начальник охраны трикотажной фабрики
- Рубен Симонов — Эдик Албанян, сотрудник БХСС
- Елена Коренева — Елена Златова, лейтенант милиции
- Евгений Леонов-Гладышев — Андрей, оперативник в Одессе
- Леонид Ярмольник — Гога, одесский пижон, эпизод
- Яков Беленький — Вартан Хачатурович
- Иван Матвеев — Ваня

## Съёмочная группа
- Автор сценария: Аркадий Адамов
- Режиссёр: Олег Гойда
- Оператор: Юрий Гармаш
- Композитор: Владимир Дашкевич